# ČSD-Baureihe E 458.0
Die ČSD-Baureihe E 458.0 ist eine elektrische Rangierlokomotive der einstigen Tschechoslowakischen Staatsbahn (ČSD) für das 3-kV-Gleichstromsystem im Norden und Osten der ehemaligen Tschechoslowakei. Auf Grund ihrer markanten Form mit dem mittleren Führerstand und den langen, flachen Vorbauten haben die Lokomotiven im Betriebsdienst den Spitznamen Bügeleisen erhalten.
Die Lokomotiven wurden von Škoda in Plzeň speziell für den Rangierdienst auf größeren Personenbahnhöfen und Güterbahnhöfen entwickelt. Der Hauptgrund für den Einsatz einer elektrischen Verschiebelokomoive waren ökologische Gesichtspunkte. Durch ihren Einsatz konnten die Lärmbelastungen auf den Bahnhöfen wesentlich gemindert werden, und auch die Luftreinheit wurde wesentlich verbessert. Ein Großteil der Fahrzeuge ist heute noch bei den ČD und ŽSR im Einsatz. Es kann eingeschätzt werden, dass sie auch heute noch auf Strecken mit verminderter Lärm- und Rußbelästigung, wie dem Eisenbahnknoten Prag ihre Einsatzberechtigung besitzen.

## Entwicklung
1971 wurde die Prototyplokomotive E 457.0, 1972 bis 1973 die Serienlokomotiven hergestellt. Die Masse der Lokomotive konnte durch Ballast um 8 t gesteigert werden. Die Maschine hat einen Einholmstromabnehmer als Hauptstromabnehmer auf dem Dach des Führerstandes und zusätzlich 2 Hilfsstromabnehmer. Diese wurden für die Arbeit am Ablaufberg benötigt. Dabei wurde dem Triebfahrzeug über eine Hilfsfahrleitung, die zusätzlich und nur am Ablaufberg installiert war, eine in ihrer Größe veränderliche Gleichspannung bis maximal 1000 V zugeführt, womit die Anker der Fahrmotoren beaufschlagt wurden, während die Fahrmotorenfelder von einem Umformer fremderregt wurden. Die Rangierlokomotive konnte auf diese Weise vom Standort des Ablaufbergleiters ferngesteuert werden. Die Fahrtrichtungsänderung der Lokomotive konnte durch Änderung der Polarität der Gleichspannung in der Hilfsfahrleitung erreicht werden. Diese Steuerungsart der Lokomotive ist vergleichbar mit der Zugverholung im Tagebau und stellt die einzige Möglichkeit dar, eine Gleichstromlokomotive klassischer Bau- und Schaltungsart bei der Ablaufbergarbeit mit den niedrigen Abdrückgeschwindigkeiten wirtschaftlich einzusetzen.
Die Lokomotiven sind auch mit Zugsammelschiene (3000 V) für die Zugheizung ausgerüstet. Das ermöglicht, mit den Maschinen nicht nur Züge vorzuheizen, sondern auch den Einsatz vor Reisezügen.
Die Lokomotive besitzt vier Gleichstrom-Fahrmotoren vom Typ 1 AD 3946 aT, die mit Tatzlager-Antrieb ausgeführt sind und speziell für die Arbeit bei Rangierlokomotiven entwickelt wurden. Das Drehmoment wird mit einer einseitigen geradverzahnten Stirnradübertragung auf die Achsen übertragen. Die Tatzlager sind als Gleitlager ausgeführt. Die Fahrmotoren sind an dem Drehgestellrahmen elastisch aufgehängt. Das Führerhaus und die beiden Vorbauten sind auf einem kräftigen Rahmen montiert, der auf die Drehgestelle aufgestützt ist und auch die herkömmliche Zug- und Stoßeinrichtung mit aufnimmt. Der Rahmen ist für den Einbau der UIC-Mittelpufferkupplung ausgelegt.
Ausgelegt sind die Fahrmotoren als Halbspannungsmotoren, das bedeutet, dass sie für eine Ankerspannung von 1500 V berechnet sind. Die Isolation ist jedoch für einen Wert von 3000 V ausgelegt. Die zwei Fahrmotoren eines Drehgestelles sind ständig in Reihe geschaltet. Die Dauerleistung der Motoren beträgt bei einer Drehzahl von 590/min je 200 kW, die Stundenleistung bei 540/min 240 kW. Die Maximaldrehzahl beträgt 1770/min. Gesteuert wird die Lokomotive in klassischer Gleichstromtechnik mit Anfahrwiderständen und Serien- bzw. Parallelschaltung der beiden Fahrmotorgruppen. In der kalten Jahreszeit kann die Lokomotive zum Vorheizen von Wagengruppen mit verwendet werden, da sie mit einer Hochspannungsheizeinrichtung ausgerüstet ist. Ebenso kann natürlich auch der Führerstand der Lokomotiven elektrisch beheizt werden.
Sämtliche elektrische Geräte und Hilfseinrichtungen sind unter den Vorbauten untergebracht. Diese sind mit den erforderlichen Klappen zur Wartung und Lüftungsgittern versehen. Die Anfahrwiderstände haben ihren Platz vor und hinter dem Führerstande und sind durch Axiallüfter gekühlt. Die vier Fahrmotoren werden durch zwei Radiallüfter gekühlt, die ebenso je nach Drehgestell getrennt sind. Bei niedrigen Außentemperaturen kann die warme Abluft der elektrischen Fahrmotoren zur Beheizung des Innenraumes der Vorbauten verwendet werden. Dadurch befindet sich die Luft wieder im Ansaugraum der Radiallüfter und wird mit einem geringen Zusatz an Frischluft wieder in die Fahrmotoren gedrückt. Die Vorbauten sind durch einen seitlichen Umlauf bzw. die Übergangsbühnen an den Stirnseiten gut zugänglich. Sie sind so gestaltet, dass der Lokführer eine gute Sicht auf die Rangiertritte hat.
Zwischen der Pufferbohle und den Drehgestellen ist unter dem Rahmen je ein Hauptluftbehälter aufgehängt. Die Primärfederung, also die Achsfederung der Lokomotive, wird von Gummifederfederplatten übernommen. Die Sekundärfederung, die Federung der Drehgestelle gegen den Lokrahmen, wird mit Schraubenfedern und hydraulischen Dämpfern übernommen. Zur Verminderung von Achsentlastungen beim Anfahren besitzt die Lokomotive eine Ausgleichseinrichtung, die mittels eines Druckluftzylinders die vorauslaufende Drehgestellachse des führenden Drehgestelles zusätzlich mit belastet. Die beiden Zylinder befinden sich oberhalb der ersten und vierten Achse der Lokomotive, in Betrieb ist lediglich der erste Zylinder in Fahrtrichtung beim Anfahren.
Aus der Grundkonzeption dieser Fahrzeuge erfolgte von 1979 an die Entwicklung und Fertigung der Lokomotive E 458.1 (ab 1988: Baureihe 111).

## Umbauten
Für den Güterverkehr auf der Strecke Rybník–Lipno nad Vltavou wurden 1996 die Lokomotiven 110 018 und 047 auf 1,5 kV umgebaut und als 110 118 und 147 bezeichnet. Nachdem diese Strecke 2004 auf 25 kV umgestellt wurde, wurden beide Lokomotiven zusammen mit 113 005-006 auf 3 kV umgebaut. Die erstgenannten Lokomotiven behielten noch kurz ihre Nummern, bevor sie wieder die ursprüngliche Bezeichnung erhielten. Aus 113 005-006 wurden 110 205- 206. Alle 4 Lokomotiven wurden 2010 ausgemustert.